# Marchese di Bute
Marchese della Contea di Bute, generalmente abbreviato nell'uso corrente in Marchese di Bute, è un titolo appartenente alla Paria di Gran Bretagna. È stato creato nel 1796 per John Stuart, IV conte di Bute.

## Storia

### Origini
John Stuart era il membro di una famiglia che discendeva da John Stewart (1360-1449), sceriffo di Bute, figlio naturale di Roberto II di Scozia e della sua amante Moira Leitch. A John Stewart furono concesse da suo padre le terre di Bute, Arran e Cumbria. Egli era conosciuto come il Black Stewart, a causa della sua carnagione scura, mentre suo fratello John Stewart di Dundonald era conosciuto come il Red Stewart. 

### Ascesa
Nel 1385 a John Stewart di Bute venne concessa dal padre Roberto II la carica ereditaria di Sheriff of Bute. John Stewart morì nel 1449, all'età di 89 anni. Durante il regno di Maria, regina di Scozia, la famiglia adottò l'ortografia di 'Stuart', che la regina aveva usato mentre viveva in Francia. James Stuart, discendente dal Black Stewart, venne nominato Baronetto di Bute della Nuova Scozia, il 28 marzo 1627.

### XVIII secolo
Suo nipote, il III Baronetto, rappresentò Bute nel Parlamento di Scozia e fu uno dei commissari che negoziarono l'unione tra Scozia e Inghilterra. Nel 1703, fu elevato alla Paria di Scozia come Lord Mount Stuart, Cumra e Inchmarnock, Visconte di Kingarth e Conte di Bute. Fu membro della Camera dei lord come rappresentante scozzese e servì da Lord luogotenente di Buteshire. Alla sua morte i titoli passarono a suo figlio. Fu un politico e favorito di Giorgio III, e Primo Ministro del Regno Unito (1762-1763). Lord Bute sposò Mary, figlia di Edward Wortley Montagu e di sua moglie, la scrittrice Lady Mary Wortley Montagu. Nel 1761 Mary fu innalzata al rango di Pari d'Inghilterra, come Baronessa Mount Stuart, di Wortley nella contea di York.
Entrambi ebbero come successore il loro primogenito. Nel 1766 sposò Charlotte Jane, figlia ed erede di Herbert Windsor, II visconte Windsor, figlio di Thomas Windsor, I visconte Windsor e di sua moglie Lady Charlotte. Attraverso questo matrimonio vasti possedimenti nel sud del Galles entrarono nei possedimenti della famiglia Stuart.
Nel 1776 venne elevato a pieno diritto tra i Pari di Gran Bretagna, come Barone di Cardiff in riconoscimento delle sue proprietà sostanziali gallesi. Nel 1796 venne ulteriormente onorato quando fu nominato conte di Windsor e visconte Mountjoy, nell'Isola di Wight e Marchese di Bute. Il figlio maggiore di Lord Bute ed erede, John Stuart, sposò Lady Elizabeth Penelope. 

### XIX secolo
Il figlio maggiore, Lord Mount Stuart, succedette al nonno materno come settimo Conte di Dumfries nel 1803, e a suo nonno paterno come secondo Marchese di Bute nel 1814. Nel 1805 assunse, in base alla licenza Reale, il cognome aggiuntivo di Crichton prima di Stuart. Gli succedette il suo unico figlio. Era un antiquario, studioso, filantropo e mecenate dell'architettura e ricoprì anche la carica di Lord luogotenente di Buteshire.

### Epoca recente
Nel 1993 i titoli furono ereditati dal figlio maggiore del sesto Marchese, il settimo Marchese, il quale fu un pilota automobilistico di Formula 1 comunemente noto come Johnny Dumfries. A partire dal 2021 il marchesato è retto da John Crichton-Stuart, VIII marchese di Bute, figlio del precedente.

## Residenze

Mount Stuart House

La residenza ufficiale è Mount Stuart House, vicino a Rothesay, sull'Isola di Bute.

## Baronetti di Bute (1627-1703)
- Sir James Stuart, I baronetto († 1662)
- Sir Dugald Stuart, II baronetto († 1670)
- Sir James Stuart, III baronetto (1666 - 1710) (creato Conte di Bute nel 1703)

## Conti di Bute (1703-1796)
- James Stuart, I conte di Bute (1666 - 1710)
- James Stuart, II conte di Bute (1696 - 1723)
- John Stuart, III conte di Bute (1713 - 1792)
- John Stuart, IV conte di Bute (1744-1814)

## Marchesi di Bute (1796-attuale)
- John Stuart, I marchese di Bute (1744-1814)
- John Crichton-Stuart, II marchese di Bute (1793-1848)
- John Crichton-Stuart, III marchese di Bute (1847-1900)
- John Crichton-Stuart, IV marchese di Bute (1881-1947)
- John Crichton-Stuart, V marchese di Bute (1907-1956)
- John Crichton-Stuart, VI marchese di Bute (1933-1993)
- John Crichton-Stuart, VII marchese di Bute (1958-2021)
- John Crichton-Stuart, VIII marchese di Bute (n. 1989)